# Abalam
Abalam – w demonologii europejskiej książę piekieł, który należy do świty Pajmona. Znany również pod imieniem Abalim. Goecja tytułuje go pomniejszym królem. Nie ma własnej pieczęci, jednakże można go wywołać przez pośrednictwo jego pana.